# 金秉玉
金秉玉（韓語：김병옥，1960年10月11日—），韓國男演員。

## 演出作品

### 電視劇
- 2008年：MBC《每天夜晚》飾演 金赫重
- 2008年：OCN《愛情很美味》飾演 鎮泰洙
- 2010年：OCN《神的測驗》飾演 娛樂公司CEO
- 2012年：SBS《時尚王》飾演 金實章
- 2012年：MBC《天使的選擇》飾演 姜查理斯
- 2013年：SBS《錢的化身》飾演 療養院院長
- 2013年：MBC《金子輕鬆出來吧》飾演 黃鍾八
- 2013年：JTBC《無情都市》飾演 阿秤大哥
- 2013年：SBS《聽見你的聲音》飾演 黃達仲
- 2013年：MBC《帝王之女守百香》飾演 延弗泰
- 2014年：SBS《江口故事》飾演 馬福吉
- 2014年：MBC《Triangle》飾演 高福太
- 2014年：SBS《現代農夫》飾演 韓仁基
- 2014年：SBS《美女的誕生》
- 2014年：MBC《Mr.Back》飾演 金博士
- 2015年：MBC《輝煌或瘋狂》飾演 崔知夢
- 2015年：SBS《看見味道的少女》飾演 調查組組長
- 2015年：SBS《假面》飾演 沈奉率
- 2015年：SBS《Mrs. Cop》飾演 黃博士
- 2016年：SBS《Puck》飾演 桂相洙
- 2016年：SBS《美女孔心》飾演 廉泰哲
- 2016年：SBS《Wanted》飾演 鄭正基
- 2016年：KBS2《任意依戀》
- 2016年：KBS2《心裡的聲音》飾演 趙石父
- 2017年：MBC《逆賊：偷百姓的盜賊》飾演 嚴自治
- 2017年：SBS《我的野蠻女友》飾演 朴順載
- 2017年：MBC《死而復生的男人》飾演 韓所長
- 2017年：tvN《今生是第一次》飾演 尹鍾秀
- 2017年：KBS2《Go Back夫婦》飾演 崔基日
- 2017年：KBS2《黑騎士》飾演 朴哲民
- 2018年：tvN《金秘書為何那樣》飾演 李會長
- 2018年：SBS《Secret Mother》飾演 李秉學
- 2018年：MBC《我身後的陶斯》飾演 尹春生
- 2019年：JTBC《Legal High》飾演 方大韓
- 2021年：Channel A《Show Window：女王之家》飾演 姜大旭
- 2023年：MBC《木偶的季節》飾演 申洪根
- 2023年：Netflix《女王制造者》飾演 楊善東
- 2023年：JTBC《車貞淑醫生》飾演 算命先生（特別出演）
- 2024年：Disney+《江南B-Side》饰演 尤大植

### 電影
- 2003年：《緣起不滅》
- 2003年：《原罪犯》
- 2005年：《親切的金子》
- 2005年：《野獸與美女》
- 2005年：《那時候那些人》
- 2005年：《哭泣的拳頭》
- 2006年：《同夥》
- 2006年：《殘酷的上班》
- 2006年：《向日葵》
- 2006年：《淫亂書生》
- 2006年：《沒教養的傢伙們》
- 2006年：《機器人之戀》
- 2007年：《不好的家》
- 2008年：《打抱不平》
- 2008年：《別處》
- 2008年：《無防備城市》
- 2008年：《爸爸，瑪麗和我》
- 2008年：《惡緣，踏上通往地獄的列車》
- 2008年：《天才寶貝》
- 2008年：《我們學校的ET]]》
- 2009年：《仁寺洞醜聞]]》
- 2010年：《血之期中考2》
- 2010年：《猜謎王》
- 2011年：《浪漫天堂》
- 2011年：《完美遊戲》
- 2011年：《完美廣播》
- 2012年：《音痴診所》
- 2013年：《新世界》
- 2013年：《監視者們》
- 2013年：《豆家族》
- 2013年：《繫緊你的安全帶》饰演 僧人
- 2013年：《夜之女王》
- 2013年：《Red Family》
- 2014年：《不標準情人》
- 2014年：《高跟鞋》
- 2014年：《群盜：民亂的時代》
- 2014年：《許三觀》
- 2015年：《黑祭司》
- 2015年：《內部者們》
- 2016年：《檢察官外傳》
- 2016年：
- 2016年：《Master》（友情出演）
- 2018年：《魔女首部曲：誕生》 飾演 都警長
- 2020年：《OK 老板娘》饰演 张必俊
- 2024年：《Cross：跨界任务》饰演 李固安

## 外部連結
- 金秉玉在NAVER上的资料
- 金秉玉在韩国电影数据库（KMDb）上的資料（韓語）
- 金秉玉在互联网电影资料库（IMDb）上的資料（英文）
- 金秉玉在HanCinema的頁面（英文）